# Original Deutschmacher
Die Original Deutschmacher (ursprünglich „Radio Bremen 4 singt deutsch“) bestehen inzwischen aus dem Duo Arnd Zeigler („Arnie“) und Berthold Brunsen („Bert“). Sie treten auch als „Arnie und Bert“ auf. Es handelt sich um ein Projekt, das seit Beginn der 1990er Jahre zunächst englische Texte übertrieben wörtlich und den Sinn damit absichtlich entstellend ins Deutsche übersetzte (so wurden beispielsweise die Hits Another One Bites the Dust und I Want to Break Free von Queen zu Ein anderer beißt den Staub und Ich möcht' umsonst brechen umgetextet), später aber auch freier interpretierte und schließlich Fan-Lieder für den SV Werder Bremen verfasste („Lebenslang Grün-Weiß“, „Das W auf dem Trikot“). Sie waren zunächst nur auf Radio Bremen zu hören, später dann fast bundesweit. Zeitweilig hatten sie regelmäßige Fernsehauftritte auf N3 (in der Sendereihe „Swutsch“) und in der Sendereihe „100 Grad“ (Deutsche Welle Fernsehen, Berlin). Die Original Deutschmacher veröffentlichten mittlerweile 11 CDs und waren an einigen anderen CDs beteiligt.

## Geschichte
Seit 1991 wurden – zunächst nur auf Radio Bremen 4 – englischsprachige Lieder konsequent und wortwörtlich ins Deutsche übersetzt. Zunächst waren noch andere Moderatoren hieran beteiligt, schließlich beschränkte sich dies auf Arnd Zeigler und Berthold Brunsen.
1993/1994 waren die Original Deutschmacher auf den Radiosendern RB4, hr3, WDR 1 und ORB zu hören. Ab 1993 begannen die Bühnenauftritte des Duos. Ab März 1995 nannte sich das Duo „Original Deutschmacher“. Am 1. September 1995 erschien – noch gemeinsam mit der Radiocomedysendung „Nullnummer“ – die erste CD. In Bremen wurden von dieser CD allein in einer Warenhausfiliale 12.000 CDs verkauft.
Am 20. Mai 1996 erschien die erste vollkommen eigenständige CD des Duos „Endlich verständlich“. Im Dezember 1996 erschien die Single „Weihnachtsmann ist in dem Haus“, eine Auskopplung aus dem von Sat.1 herausgegebenen Sampler „Comedy Christmas“. Leser der „Bild“-Zeitung wählten das Duo zu den „Bremern des Jahres 1996“. Am 6. September 1997 erschien die CD „Unendlich Verständlich!“.
Am 18. November 1997 wurde im Bremer Weserstadion, erst im Ostkurvensaal, dann in der Ostkurve des Weserstadions vor über 20.000 Werder-Fans, das Lied „Das W auf dem Trikot“ vorgestellt. Am 30. November 1997 fand die letzte Sendung der „Nullnummer“ mit den Original Deutschmachern statt. 1998 wurde „Das W auf dem Trikot“ die offizielle Stadionhymne im Weserstadion. Nach dem DFB-Pokal-Sieg des SV Werder 1999 erschien eine Shape-CD, „Unsere Herzen schlagen grün-weiß“.
2000 erschien die CD „Das W auf dem Trikot“. Im Januar 2003 erschien ein Remix der Deutschmacher vom Aílton-Song auf der von Arnd Zeigler herausgebrachten CD „Kult-Fußball Royal“. Ab dem 7. März 2004 war die „Nullnummer“ 10 Wochen wieder auf Sendung, es wurden wieder Lieder des Duos gespielt, das erste war „Geschlechtsbombe“. Am 1. April 2004 erschien die neue CD der „Nullnummer“, „Säue vor die Perlen“ mit drei Liedern der Original Deutschmacher. Als am 8. Mai 2004 Werder Bremen gegen den FC Bayern München 3:1 gewann und damit Deutscher Meister 2004 wurde, lief zwei Tage später der neue Deutschmacher-Werder-Song „Lebenslang grünweiß“ zum ersten Mal im Radio.
Am 15. Mai 2004 erschien die CD „Werder Bremen – Deutscher Meister 2004“ der Original Deutschmacher, die neben „Lebenslang Grün-Weiß“ auch nochmal „Das 'W' auf dem Trikot“ und die Werder-Einlaufmusik „Sirius“ enthält. Knapp eine Woche nach Erscheinen von „Lebenslang Grün-Weiß“ stieg die CD auf Platz 36 in die Trendcharts ein. Da demnach eine Chart-Platzierung abzusehen war, wurde ein Musikvideo zu „Lebenslang Grün-Weiß“ gedreht. Am 31. Mai 2004 erreichte „Lebenslang Grün-Weiß“ Platz 51 in den deutschen Single-Charts.